# Ракитин, Александр Васильевич
Александр Васильевич Ракитин (род. 1958) — член Совета Федерации Федерального собрания РФ от исполнительного органа государственной власти Республики Карелия с 26 сентября 2017 года по 26 сентября 2022 года.
Из-за поддержки нарушения территориальной целостности Украины во время российско-украинской войны находится под персональными международными санкциями  Евросоюза, США, Великобритании и ряда других стран.

## Биография
Родился 17 мая 1958 года в военном городке в Острове Псковской области в семье военнослужащего.
В 1979 году в 21 год окончил Рижское высшее военно-политическое Краснознамённое училище.

### КГБ — ФСБ
С 1979 по 1991 год проходил военную службу в КГБ СССР.
В 1982 году женился.
С 1991 года — на службе в ФСБ Российской Федерации.
К 2003 году служил в звании полковника.
В 2006 году окончил Российскую академию государственной службы при Президенте Российской Федерации. Затем присвоено звание генерал-лейтенант.
До сентября 2017 года — начальник управления ФСБ России по Западному военному округу (УФСБ по ЗВО), органа Департамента военной контрразведки (ДВКР) ФСБ России. Начальником Департамента военной контрразведки на тот момент был генерал-полковник Николай Юрьев, а в 2000—2015 годах — Александр Безверхний.
В 2011 году по инициативе ветеранов военной контрразведки в Дубровке Ленинградской области на берегу Невы была возведена часовня. В 2015 году Пограничное управление ФСБ России провело там один из этапов «Эстафеты Победы» вдоль государственных границ стран — участников СНГ, посвященную 70-летию Победы в Великой Отечественной войне. Александр Ракитин возглавлял делегацию ветеранов и сотрудников военной контрразведки ФСБ России в 2015 и 2016 годах.

### Совет Федерации
25 сентября 2017 года глава Республики Карелия Артур Парфенчиков назначил Александра Ракитина членом Совета Федерации от правительства Республики Карелия.
18 февраля 2018 года Ракитин избран первым зампредом комитета Совета Федерации по обороне и безопасности, сменив Франца Клинцевича.
В сентябре 2020 года участвовал в открытии часовни имени святого благоверного князя Александра Невского, построенной в урочище Питкякангас, известным как Долине смерти в Питкярантском районе. Часовня стала 12-м памятным объектом, построенным в рамках всероссийской благотворительной программы «Молчаливое эхо войны», которую курирует организация ветеранов военной контрразведки при поддержке ФСБ и Минобороны России.

## Награды
- Награждён орденами: «За военные заслуги», «Почёта» и Дружбы[11]; многими медалями.
- Медаль «За заслуги перед Республикой Карелия» (8 июня 2020 года, Республика Карелия, Россия) — за заслуги перед Республикой Карелия и её жителями, большой вклад в социально-экономическое развитие республики и активную работу в составе Государственной комиссии по подготовке к празднованию 100-летия образования Республикой Карелия[12]

## Семья
Женат, имеет двоих сыновей.